# Казнь на улице Повонзковской

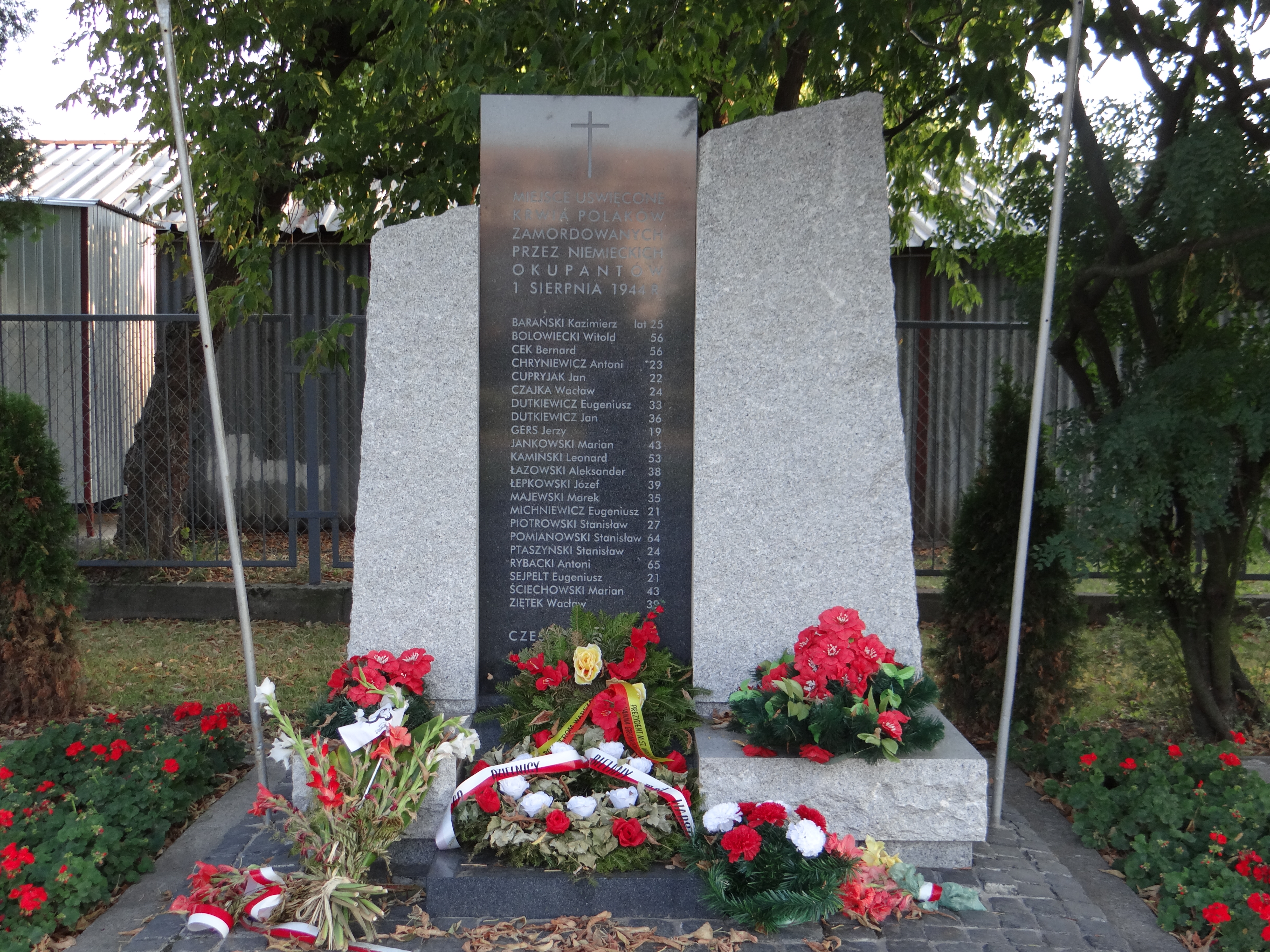
Мемориальная доска жертвам казни

Казнь на улице Повонзковской — массовое убийство 22 жителей варшавского района Повонзки, осуществлённое немцами 1 августа 1944 года. Казнь, жертвами которой стали мужчины – жители дома №41 на улице Повонзковской, была одним из первых преступлений нацистов при подавлении Варшавского восстания.

## Начало
1 августа 1944 года Повонзки, как и остальная Варшава, были охвачены восстанием. Отряд Армии Крайовой «Жираф» (около 120 бойцов) пытался взять штурмом Форт Бема, находившийся под немецким контролем. Операция не увенчалась успехом, подавленная атакой немецких пулеметов, чьи «гнезда» были расположены на соседнем военном кладбище. Часть группы (отряд капитана «Славомира») была вынуждена укрыться на Повонзках и в деревне Хомичувка.

## Ход событий
После подавления польского нападения, войска провели карательную операцию против мирных жителей. Приблизительно в 18 часов солдаты из гарнизона Форта Бема окружили дом на ул. Повонзковской 41, из которого ранее повстанцы обстреляли фашистов, находящихся в противоположном здании (в результате чего погиб один немецкий офицер и один солдат). Жители дома не принимали участия в повстанческой акции. Более того, вспыхнувшее восстание стало для них неожиданностью. Немецкие солдаты выгнали всех мирных жителей из здания и отвели их в сторону форта. Там поляки были разделены на две группы – одну, состоящую из женщин и детей, и вторую - из мужчин.
Через несколько часов к задержанным обратился немецкий офицер, который заявил, что из дома, в котором они живут, были расстреляны немецкие солдаты, вследствие чего двое немцев были убиты, а один получил ранения. Затем  офицер обратился к женщинам и детям со словами: «Ваши отцы и братья ─ бандиты; убили офицера и немецкого солдата, за что они будут расстреляны». В конце он объявил, что женщины и дети останутся на месте в качестве заложников и будут расстреляны, если обречённые на смерть попробуют сопротивляться или бежать.
Сразу после этой речи, в 22:30, немецкие солдаты забрали мужчин на так называемое «озерцо» на Повонзковском Шоссе, расположенном в непосредственной близости от Форта Бема и церкви св. Иосафата. Уже на месте двое немцев выбрали из группы по одному человеку, которых затем провожали несколько метров далее и убивали выстрелом в затылок. Людей, подающих признаки жизни, добивали. После расстрела солдаты вернулись в Форт Бема. Казнь удалось пережить двум мужчинам – Владиславу Бомбелю и Стефану Мельчарку (оба были ранены).
Источники сообщают, что этой ночью был убит 21 житель дома на ул. Повонзковской 41 (в возрасте от 18 до 65 лет). На памятнике, поставленном после войны на месте казни, однако, были перечислены имена 22 погибших.

## Увековечение
В 1960 году на месте преступления установили металлический крест, на котором оказалась мемориальная доска с именами погибших.
В 2011 году мемориал был реконструированю На месте креста был поставлен новый памятник высотой 200 см и шириной 170 см. Его центральный элемент представляет собой стелу из чёрного камня с именами убитых.